# Mary Kay
Mary Kay (Мэри Кэй, по имени основательницы Мэри Кэй Эш) — компания, занимающаяся производством и продажей косметики, средств личной гигиены и ухода за кожей, парфюмерии как для женщин, так и для мужчин. По данным за 2018 год, Mary Kay была шестой в мире компанией прямых продаж по размеру выручки (3,6 млрд долларов). Одна из крупнейших компаний по числу продавцов-консультантов, задействованных в прямых продажах (3,5 млн человек).
Главный офис Mary Kay находится в американском городе Аддисон штате Техас, недалеко от Далласа. Компанию основала Мэри Кэй Эш в 1963 г. Председателем совета директоров является её сын Ричард Роджерс (Richard Rogers), а президентом и CEO (с 2006 г.) — Дэвид Холл (David Holl).

## История
В 1967 г. компания публично вступила в IPO. Благодаря этому существенно увеличились финансирование и охват рынка. Косметическая компания Mary Kay стала первой компанией на Нью-Йоркской фондовой бирже, во главе которой стояла женщина. Кроме того, Ричард был самым молодым президентом компании, представленной на торгах Нью-Йоркской биржи.
Между 1974 и 1978 гг. продажи находились в состоянии стагнации и даже немного замедлились. Чтобы восстановиться, компания увеличила премиальные выплаты консультантам. Продажи снова начали расти, и в течение следующих четырёх лет составляли в среднем от 29 до 84 % годовых.
Компании поступали предложения о реализации продукции через торговые центры, но такие предложения отклонялись. Mary Kay специализируется на индивидуальном подходе к искусству красоты, а в общественных местах неудобно проводить консультации, так как женщины стесняются удалять косметику на публике и не хотят тратить время, отведённое на покупки, на консультации.
В 1977 г. завершилось строительство новой 8-этажной штаб-квартиры в Далласе. В 1993 г. общая площадь производственных мощностей компании Mary Kay была эквивалентна трем футбольным полям. Компания получила лицензию FDA, что позволило разрабатывать и продавать такие лекарственные средства как кремы от загара и др.
В 1980-х гг. отмечался резкий спад экономического роста. Теперь при трудоустройстве женщин учитывался полный рабочий день. В период с 1983 по 1985 гг. количество независимых консультантов по красоте сократилось почти в 2 раза и составляло около 100 000 человек. Продажи упали с 323 млн до 260 млн долл. США. Стоимость акций Mary Kay на бирже значительно снизилась. Мери Кей и её сын Ричард решили выкупить оставшиеся акций компании на общую сумму 315 млн долл. США. Была и проблема с IRS, связанная со своевременной выплатой налогов, но в 1993 г. Мери выплатила IRS 3 млн долларов. В 1989 г. компания Mary Kay попыталась захватить крупнейшего конкурента — компанию Avon, но попытка оказалась неудачной.
В 1992 г. розничный оборот компании превысил 1 млрд долларов. Количество распространяемых продуктов насчитывало свыше 200 наименований, а количество консультантов по красоте увеличилось до 250 000 человек в 19 странах по всему миру и уже в 1993 г. превысило 300 000 человек. Количество клиентов составляло более 20 000 000 человек. В период деятельности в компании Mary Kay более половины национальных лидеров заработали свыше 1 млн долл., а суммарный бонусный фонд компании составлял 38 млн долларов ежегодно. В 1993 г. бренд Mary Kay стал в США бестселлером в области косметики и средств для ухода за кожей лица, а оптовые продажи выросли более чем на 735 млн долларов. В 1995 г. Мери Кей Эш оставила должность управляющего компанией по состоянию здоровья.
В 1998 г. компания отпраздновала 35-летие, в честь чего учредила новый приз для консультантов-лидеров — белый спортивный джип марки GM. В том же году компания Mary Kay была вновь отмечена журналом Fortune и попала в список 100 лучших компаний-работодателей в Америке.

## Бизнес-модель
Mary Kay реализует свою продукцию через сеть продавцов-консультантов, так называемых «независимых консультантов по красоте». Для получения статуса консультанта необходимо пройти краткий бесплатный курс обучения продажам и программам по уходу за кожей, а также приобрести стартовый набор продукции.
Модель распространения — стандартная для MLM-компаний: консультант может нанять других консультантов, без ограничений по числу и местоположению, и получать комиссионные от сумм их продаж.
Компания не использует модель франчайзинга. Официальная позиция Mary Kay связана с возможным снижением независимости женщин, поскольку многие из них будут вынуждены обращаться по поводу финансирования к мужчинам.

## Продажи и производство

### Финансовые показатели
По данным за 2023 финансовый год, компания Mary Kay выручила от продажи товаров 2,5 млрд долларов. На 2023 год в компании работало около 5 тыс. сотрудников и 3,5 млн независимых продавцов-консультантов.

### Фабрики
Основное производство находится в Далласе, (Техас, США). Вторая фабрика в Ханчжоу (Китай) производит и упаковывает продукцию для китайского рынка. Третья фабрика была открыта в 1997 году в городе Ла-Шо-де-Фон (Швейцария) для охвата европейского рынка. В 2003 году фабрика в Швейцарии была закрыта .

## Автомобили
В 1968 году Мэри Кэй Эш купила свой первый розовый кадиллак в стиле Элвиса, перекрашенный дилером в розовый цвет — оттенок горного лавра (Mountain Laurel Blush). Этот рекламный ход оказался столь удачен, что в 1969 г. Мэри Кей решила наградить пять лучших консультантов розовыми кадиллаками. Розовый цвет был очевидным выбором, поскольку соответствовал палитре средств для глаз и губ. С 1980 г. этот оттенок эксклюзивно используется автопарком компании Mary Kay. Раз в два года Лидер бизнес-группы или Национальный лидер может поучаствовать в конкурсе на получение нового кадиллака. По окончании двухлетнего лизинга машины заново красят и снова отправляют на аукцион. С годами оттенок розового менялся. В 1998 г. его сменили на «перламутровый розовый». В честь 35-летия компании в США предлагался спортивный автомобиль GMC Jimmy белого цвета, выпущенный специально для Mary Kay. По состоянию на 2007 г. лидеры бизнес-групп по-прежнему могут заработать желанный розовый кадиллак.
В 2005 году автопарк компании насчитывал 9870 автомобилей производства GM (USA).
В Великобритании, Германии, Нидерландах, Испании и Украине — розовые автомобили Mercedes-Benz. В Аргентине можно получить розовый Ford, а на Тайване — розовую Toyota. В Австралии есть выбор между Ford Falcon и Volkswagen Beetle. В Китае розовый Volkswagen Santana. В северных странах розовый Volvo V50.
Конкретные требования для получения автомобиля зависят от страны и желаемой модели. Если требования не выполнены, водитель должен частично заплатить за лизинг автомобиля в текущем месяце. При выполнении требований водитель платит 85 % страховки и не оплачивает ежемесячный лизинг, либо получает заранее оговоренную сумму денежной компенсации.
С момента введения этой программы уже более 100 000 независимых консультантов по красоте выполнили требования для получения возможности либо пользоваться автомобилем, либо взять денежную компенсацию. Неизвестно, сколько лидеров предпочли получить деньги вместо автомобиля, но, по оценкам GM, для Mary Kay произведено около 100 000 розовых кадиллаков .
В 2012 году были доступны автомобили следующих марок: Chevrolet Malibu, Chevrolet Equinox, Toyota Camry и Cadillac CTS, SRX & Escalade Hybrid, а также для повышения мотивации и продуктивности продавцов представлен новый автомобиль — Ford Mustang чёрного цвета.

## Заработки продавцов
Будучи частной компанией, Mary Kay Inc. не раскрывает финансовую информацию.
Консультанты могут зарабатывать в Mary Kay двумя способами:
- привлечение новых консультантов
- розничные продажи

### Заработки за счёт привлечения новых консультантов
Заработки за счёт привлечения новых консультантов отражают комиссию и бонусы за общие продажи команды. Они не включают доходы от розничных продаж и доходы от бизнес-инструментов Mary Kay.
В феврале 2010 году компания Mary Kay (Канада) опубликовала следующие данные о доходах своих продавцов:
- 29 675 человек были продавцами в течение года;
- 1878 консультантов заработали более 100 канадских долларов за счёт комиссии;
- 276 из 553 лидеров продаж заработали более 17 471 канадских долларов за счёт комиссии;
- 15 из 23 национальных лидеров продаж заработали более 100 000 канадских долларов за счёт комиссии;
- стандартная комиссия составляла 50 % от выручки.

### Текучесть кадров среди консультантов
По данным, представленным компанией Mary Kay (США) в FTC, текучесть кадров составляет 68,6 % в год.
По данным Mary Kay (Канада), текучесть кадров составляет 85 % в год. В этих данных не учитываются консультанты, зарабатывающие комиссию, но работающие в компании менее года, а также те, кто работают в компании больше года, но не получают комиссию.

## Судебные иски

### Woolf vs Mary Kay Cosmetics
В 2004 г. дело Woolf vs Mary Kay Cosmetics первоначально было решено в пользу заявительницы, Клаудин Вульф. Это стало первым случаем, когда нормы трудового права были применены к независимым консультантам, работавшим у себя дома. Решение было отменено после апелляции и окончательно отвергнуто Высшим судом США 31 мая 2005 г.
Госпожа Вульф была уволена с позиции лидера (директора), поскольку её подразделение не выполняло план по продажам на протяжении трёх месяцев подряд. Вульф настаивала, что увольнение было незаконным ввиду её медицинского состояния — она страдала от рака.

### Иски к ликвидаторам
В мае 2008 г. Mary Kay Inc. подала иск против веб-сайта Touch of the Pink Cosmetics, продававшего продукцию бывших консультантов Mary Kay по значительно заниженным ценам. По мнению компании Mary Kay Inc., веб-сайт мешал бизнесу и незаконно использовал торговый знак Mary Kay.
20 июля 2009 году Mary Kay Inc. подала иск против Pink Face Cosmetics за неправомерное использование торгового знака. Pink Face Cosmetics продавала продукцию Mary Kay на eBay и других интернет-ресурсах по цене ниже средней.

## Тестирование продукции на животных
В 1989 г., под давлением групп защитников прав животных, компания объявила мораторий на опыты на животных. Компания Mary Kay сделала это одной из первых в индустрии красоты и подписала обращение PETA. В 2010 г. (и по настоящее время) компания Mary Kay была исключена из «белого» списка РЕТА и оказалась в центре большого скандала, так как возобновила тестирование своей продукции на животных в странах Азии (по требованию этих стран).

## Мэри Кэй в России
Компания «Мэри Кэй» (Россия) — член Российской Ассоциации прямых продаж.
- Сентябрь 1993 г. Первые 20 российских консультантов.
- 1996 г. Билл Клинтон на встрече с представителями американских компаний, работающих в России, отметил «Мэри Кэй» как единственную компанию, предоставившую возможность ведения собственного бизнеса более чем 20 000 женщин.[источник не указан 569 дней]
- Сентябрь 2003 г. В России уже более 50 000 консультантов по красоте.
- 2006 г. Российское отделение компании по результатам работы в 2005 г. удостоено награды президента Европейского региона за рост компании по количеству консультантов и лидеров. Компания получает «Золотую грамоту мецената» за вклад в благотворительную деятельность и дело возрождения высоких идеалов духовности и милосердия.
- 2008 г. Российское отделение снова получило награду за рост компании и стало обладателем третьей премии «Брэнд года» (Effie), а также лауреатом международной премии «Лучшая компания года '2008».
- 2009 г. Именем компании названа звезда «Мэри Кэй Россия».[20]
- 2013 г. Юбилейный год, 20 лет в России, более полумиллиона консультантов в РФ.

## Mary Kay Ash Charitable Foundation
Этот благотворительный фонд был основан в 1996 году для двух целей: борьба с раком у женщин путём поддержки ведущих учёных в области медицины, ищущих лекарства от рака грудной железы, матки, шейки матки и яичников, и борьба с эпидемией насилия в отношении женщин путём выдачи грантов убежищам для женщин и поддержки общественных программ.